# 尼克·德·盧卡
尼克·德·盧卡（英語：Nick De Luca；1984年2月1日—）是一位蘇格蘭橄欖球運動員。他是蘇格蘭國家橄欖球隊的一員，代表蘇格蘭參加了2011年世界盃橄欖球賽。